# Đặng Ngọc Huy
Đặng Ngọc Huy (sinh ngày 25 tháng 12 năm 1975) là chính trị gia nước Cộng hòa xã hội chủ nghĩa Việt Nam. Ông hiện là Đại biểu Quốc hội khóa XV từ Quảng Ngãi, Phó Chủ nhiệm Ủy ban Công tác đại biểu của Quốc hội.
Ông từng là Phó Bí thư thường trực Tỉnh ủy Quảng Ngãi, Trưởng Đoàn Đại biểu Quốc hội tỉnh, Phó Trưởng Ban Công tác đại biểu của Ủy ban Thường vụ Quốc hội, Phó Chánh Văn phòng Đảng đoàn Quốc hội; và Trợ lý Ủy viên Bộ Chính trị, Phó Chủ tịch Quốc hội Tòng Thị Phóng.

## Xuất thân và giáo dục
Đặng Ngọc Huy sinh ngày 25 tháng 12 năm 1975 tại phường Ô Đống Mác, quận Hai Bà Trưng, quê quán ở thị trấn Vân Đình, huyện Ứng Hòa, thành phố Hà Nội. Ông lớn lên và tốt nghiệp phổ thông ở thủ đô, du học ngành luật và tốt nghiệp Cử nhân Luật Kinh tế, học cao học và có bằng Thạc sĩ chuyên ngành Luật Cạnh tranh so sánh. Ông được kết nạp Đảng Cộng sản Việt Nam vào ngày 31 tháng 8 năm 2004, là đảng viên chính thức sau đó 1 năm, từng tham gia khóa học chính trị và có trình độ Cao cấp lý luận chính trị tại Học viện Chính trị Quốc gia Hồ Chí Minh. Hiện ông thường trú ở phố Yên Lạc, phường Vĩnh Tuy, quận Hai Bà Trưng.

## Sự nghiệp
Tháng 7 năm 1998, sau khi tốt nghiệp đại học, Đặng Ngọc Huy được tuyển dụng vào Văn phòng Quốc hội, bắt đầu công tác ở vị trí Chuyên viên Vụ Pháp luật. Sau đó 5 năm, vào tháng 9 năm 2003, ông chuyển vị trí sang Chuyên viên Vụ Công tác lập pháp của Văn phòng Quốc hội trong thời gian ngắn, sang tháng 10 thì được phân công làm Thư ký Ủy viên Trung ương Đảng, Phó Chủ tịch Quốc hội Nguyễn Văn Yểu, Hàm Trưởng phòng Vụ Công tác lập pháp của Văn phòng Quốc hội. Vào tháng 2 năm 2007, ông được thăng hàm lên Hàm Phó Vụ trưởng Vụ Công tác lập pháp, đến tháng 11 cùng năm thì được phân công làm Thư ký Bí thư Trung ương Đảng, Phó Chủ tịch Quốc hội Tòng Thị Phóng khi Phó Chủ tịch Quốc hội Nguyễn Văn Yểu kết thúc nhiệm kỳ. Sang tháng 3 năm 2008, ông được chuyển hàm sang Hàm Phó Vụ trưởng Vụ Tổng hợp của Văn phòng Quốc hội, và là Phó Vụ trưởng của Vụ này từ tháng 12 cùng năm. Đầu năm 2011, khi Tòng Thị Phóng được bầu làm Ủy viên Bộ Chính trị, Phó Chủ tịch thường trực Quốc hội, Đặng Ngọc Huy tiếp tục là Thư ký của bà, được nâng lên Hàm Vụ trưởng Vụ Tổng hợp. Đến tháng 11 năm 2014, ông được bổ nhiệm làm Trợ lý Ủy viên Bộ Chính trị Tòng Thị Phóng.
Tháng 6 năm 2017, Đặng Ngọc Huy nhậm chức Phó Trưởng Ban Công tác đại biểu của Ủy ban Thường vụ Quốc hội, Phó Chánh Văn phòng Đảng đoàn Quốc hội. Cho đến tháng 8 năm 2020, ông được điều về tỉnh Quảng Ngãi, được chỉ định làm Phó Bí thư Thường trực Tỉnh ủy Quảng Ngãi, được bầu giữ chức vụ này tại Đại hội Đảng bộ tỉnh Quảng Ngãi lần thứ XX, nhiệm kỳ 2020–2025. Đầu năm 2021, ông ứng cử đại biểu quốc hội từ Quảng Ngãi, bầu cử ở đơn vị bầu cử số 1 gồm các huyện Bình Sơn, Sơn Tịnh, Trà Bồng, Sơn Tây và Sơn Hà, trúng cử Đại biểu Quốc hội khóa XV với tỷ lệ 79,71%, được phân công làm Trưởng Đoàn Đại biểu Quốc hội tỉnh Quảng Ngãi, Ủy viên Ủy ban Kinh tế của Quốc hội.

## Khen thưởng
- Huân chương Tự do (Itxala) hạng Ba của Lào, 2019;